# Afridonus quinquelineatus
Afridonus quinquelineatus är en insektsart som beskrevs av Nielson 1983. Afridonus quinquelineatus ingår i släktet Afridonus och familjen dvärgstritar. Inga underarter finns listade i Catalogue of Life.